# Pla de Boet
El pla de Boet és un pla muntanyenc situat a una altitud de 1.880 m a la capçalera de la Noguera de Vallferrera, sota el port de Boet (2.520 m), al camí de la vall Ferrera a Vic-de-Sòç.
Al pla de Boet hi conflueixen el riu de Baiau procedent dels estanys i circ de Baiau, el torrent del Mercat (lo Mercat) que recull les aigües del vessant sud de la Pica Roja i el barranc del Clot de l'Olla que aplega les aigües del vessant nord-est del pic de Noris. Totes aquestes aigües es precipiten al barranc d'Arcalís, que juntament amb les que baixen pel barranc d'Areste i les del barranc de Sotllo, conflueixen originant la Noguera de Vallferrera.
És un dels llocs mítics del Parc Natural de l'Alt Pirineu, una cubeta glacial entre els cims més alts del parc, al peu de la Pica d’Estats, envoltat d’aigües serpentejants. Hi trobem l'àrea d'esbarjo (2 taules de pícnic i 1 font) i la cabana de Boet (d'ús ramader).
Al Pla de Boet hi cauen els salts d'aigua de la cascada de Boet i la cascada de lo Mercat.
El Port de Boet, era un pas de comerç tradicional entre els veïns de la Vall Ferrera i l’Arieja.
L’acampada lliure no està permesa. Està rigorosament prohibit encendre foc.